# Olena Mondičová
Olena Mondičová  (rozená Ilona Sinali, uváděna také jako Helena Mandičová-Šinályová, Jelena Mandičová či Mondičová) (26. září 1902, Gyulafalva, Rakousko-Uhersko, dnes Giulesti, Rumunsko – 12. března 1975, Košice) byla československá sochařka rusínské národnosti, která umělecky ztvárnila T. G. Masaryka a významné osobnosti rusínského národa. V letech 1921–1925 byla žákyní Jana Štursy, žila na Podkarpatské Rusi, v Praze, Budapešti a nakonec v Košicích.

## Život
Pocházela z rodiny učitele působícího v uherském Sedmihradsku, narodila se v Banátu. Po studiu na gymnáziích v Budapešti a v Košicích absolvovala Uměleckoprůmyslovou školu v Praze v sochařské a poté Akademii výtvarných umění. Z té doby pocházejí její sochy rusínských buditelů 19. století. Když v roce 1927 vyhrála soutěž na realizaci pomníku T. G. Masaryka pro město Užhorod, prezident vyhověl jejímu přání stát pro tuto sochu modelem.
Období druhé světové války prožila v Budapešti, kde ji postihla nemoc kloubů, a Olena Mondičová se pak již nemohla věnovat sochařství. Návrat do Prahy po válce byl poznamenán zklamáním z zdevastovaného bytu i kvůli obsazenému ateliéru. Svaz výtvarných umělců ji odmítl přijmout jakožto sochařku buržoazních politiků. Jeho požadavek vytvořit sochu dojičky na důkaz svého „obrácení“ odmítla. Nakonec se usadila Košicích, kde pracovala jako prodavačka v obchodě s textilním zbožím i jako účetní.
Byla provdána za právníka Ivana Mondiče, jejich manželství zůstalo bezdětné.

## Dílo
Sochařské práce z 20. a 30. let:

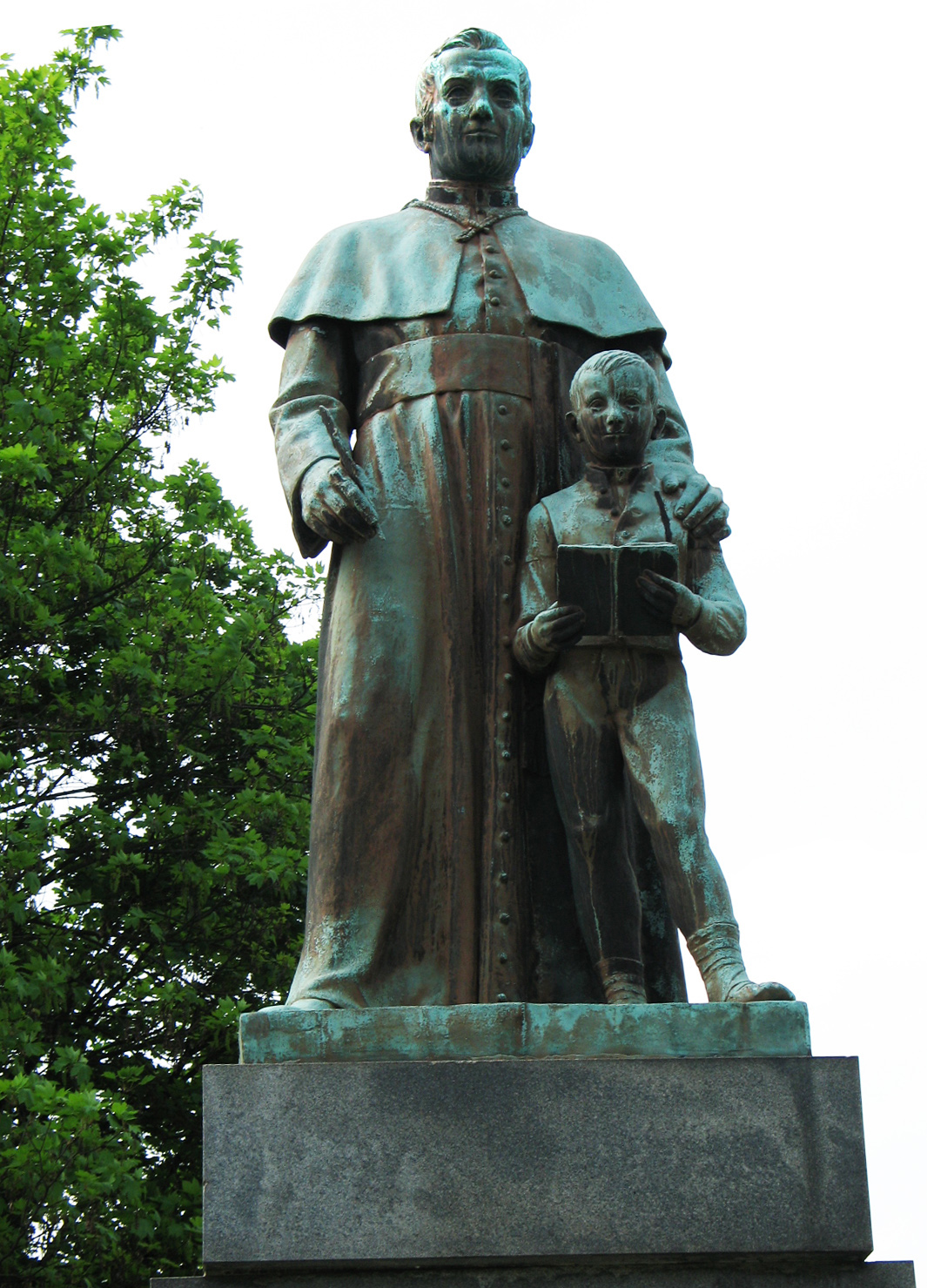
Pomník Alexandra Duchnoviče v Prešově

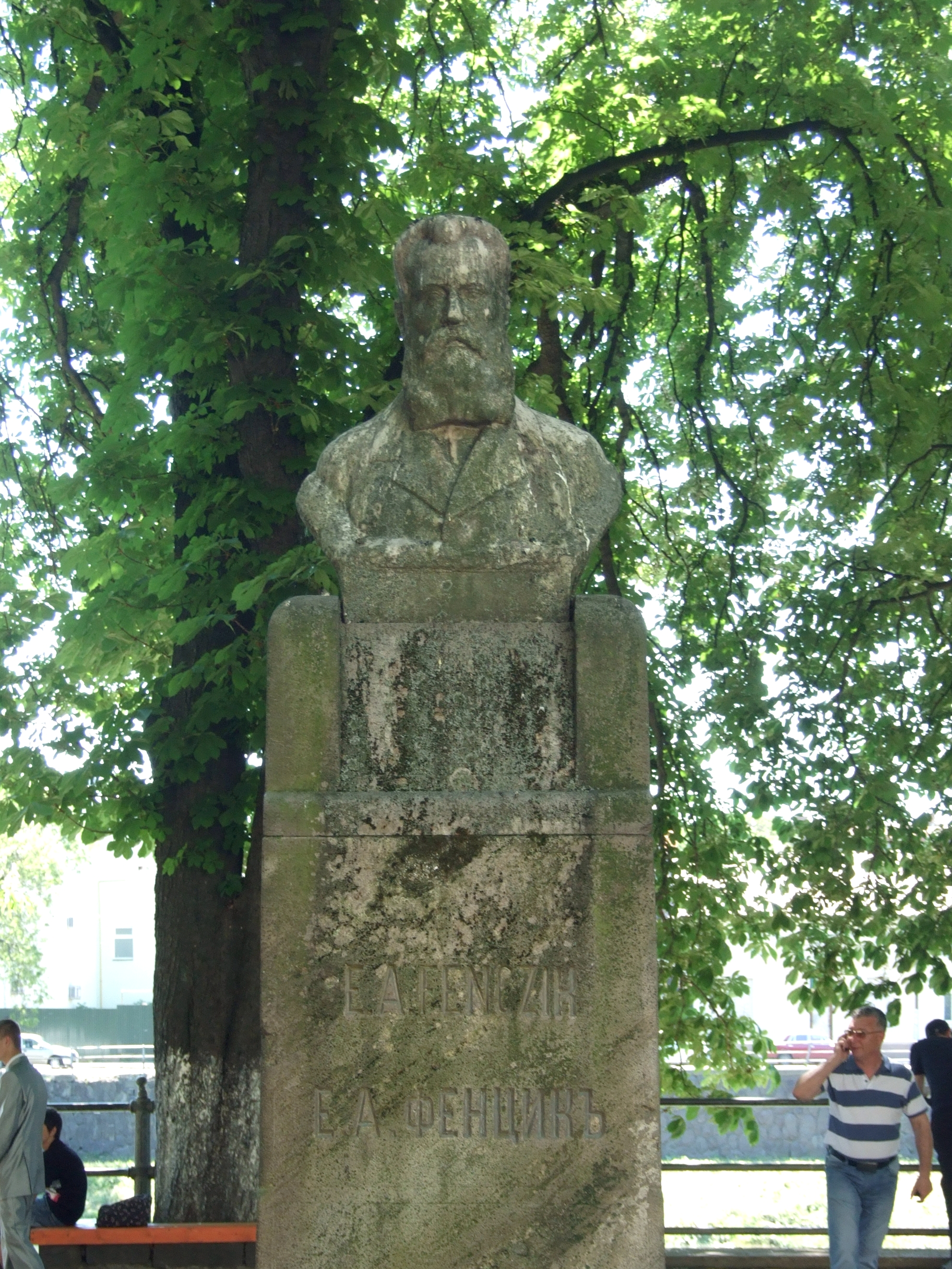
Poprsí Jevhenije Fencika v Užhorodě

- Poprsí spisovatele a novináře Eugena (Jevgenije) Fencika (1844-1903), Užhorod (1926)
- T. G. Masaryk, Užhorod
- Dřevorubec
- Alegorická kompozice
- Pastýř
- Karpatorusínská píseň
- Poprsí politika Adolfa Dobrjanského, Michalovce
- Alexander Mytrak, rusínský spisovatel, etnograf a lingvista, Mukačevo
- Alexander Duchnovič, rusínský kněz, básník a národní buditel, Chust
- Alexander Duchnovič s žákem, bronzový pomník vysoký 3,15 m, hmotnost 1140 kg, Prešov
- Okřídlené kolo, na atice železničního nádraží Bratislava – hlavná stanica
- Busta generála Jaroslava Hrbka, čs. legionáře v Rusku
- Sochy/poprsí mnoha dalších politiků, zejména z Podkarpatska, mj. Petrigalla, Antonína Rozsypala, Grigorije Žatkoviče, Antona Beskida, poslance Antonína Hajna, soudce J. A. Nečase, politika a legionáře Josefa Patejdla, poslance a novináře Václava Klofáče, ministrů Emila Frankeho a Aloise Tučného.